# Herrenhaus Bernstorf

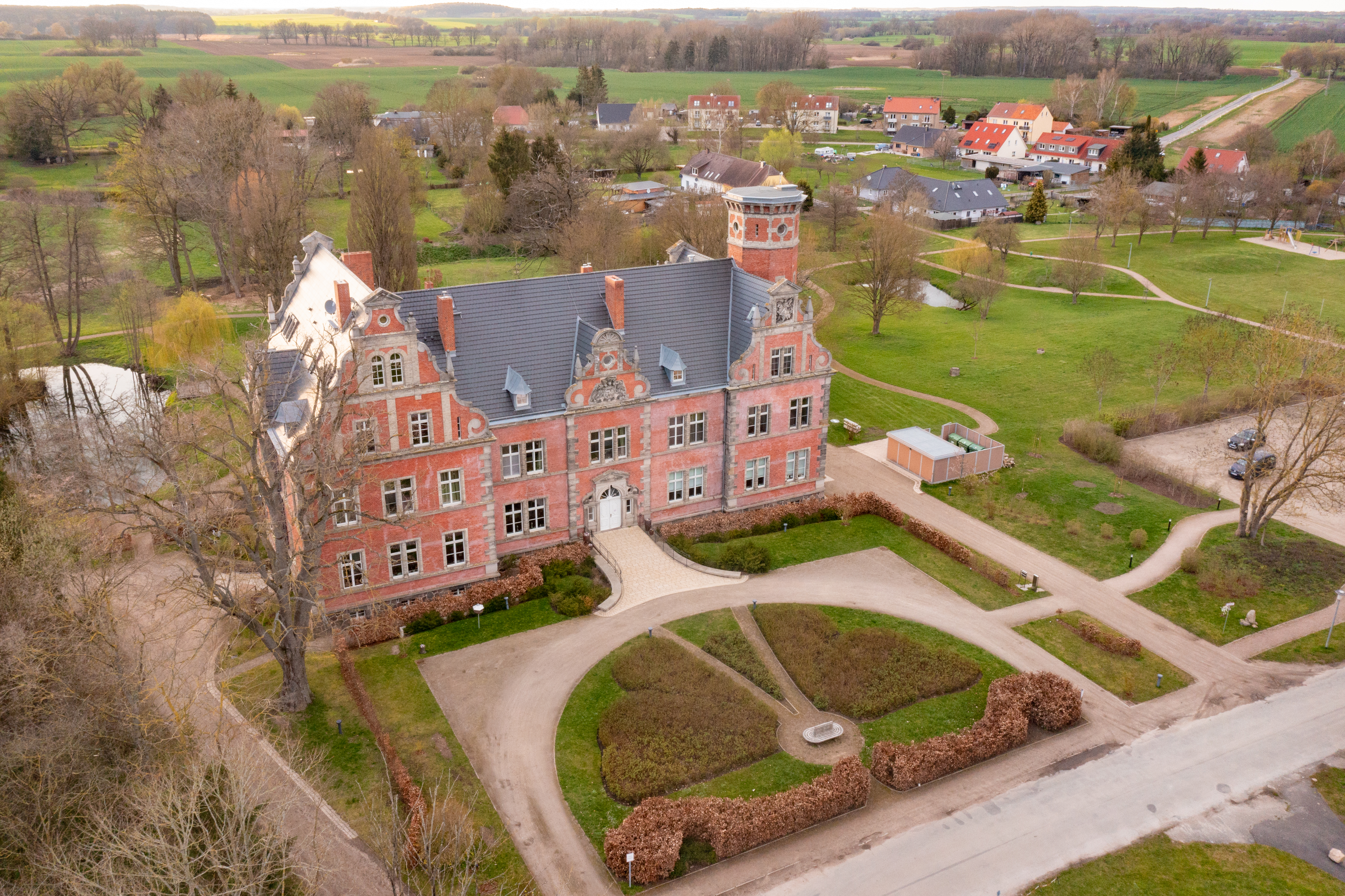
Herrenhaus Bernstorf (2023)

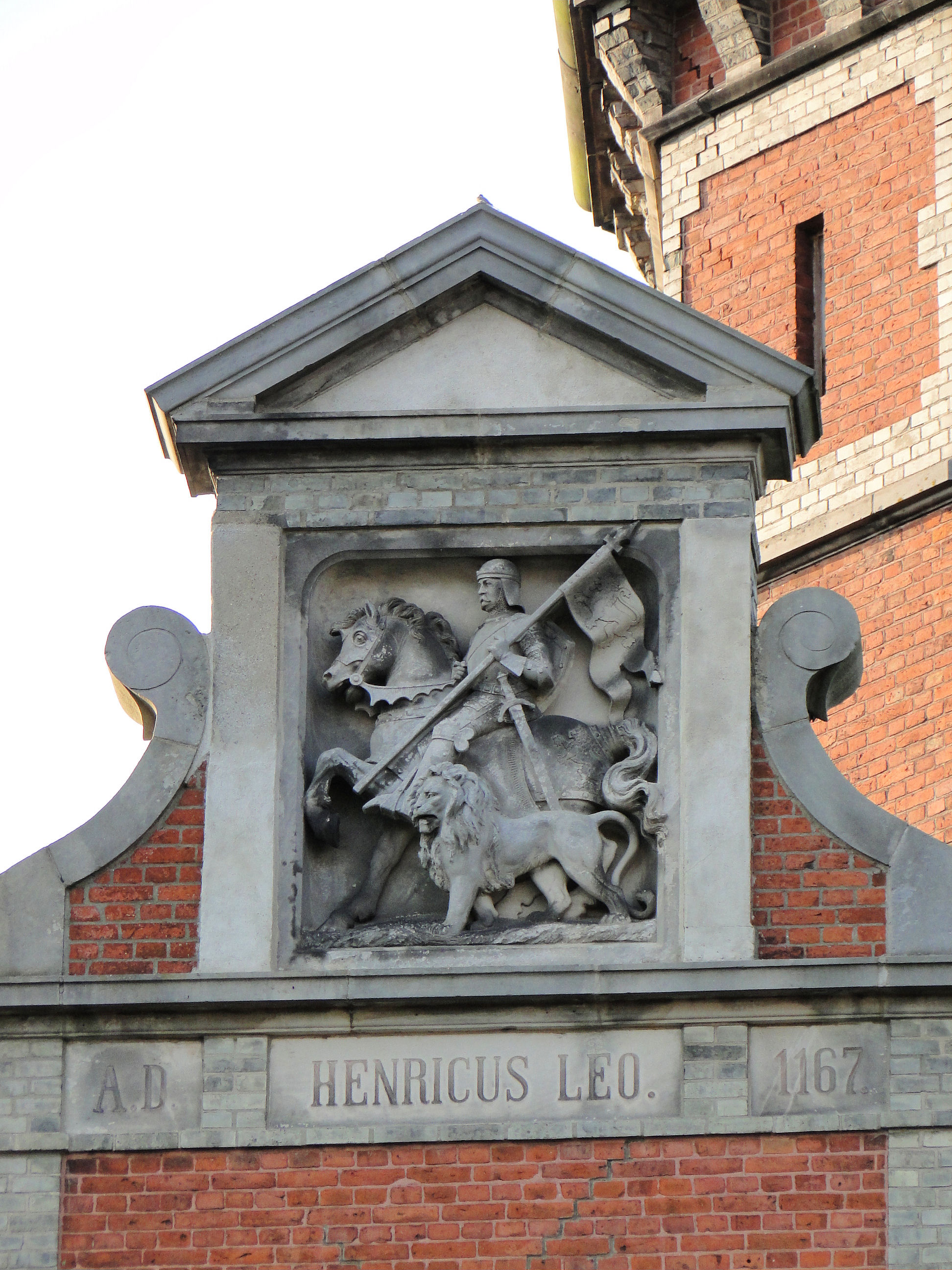
Relief mit Reiterstandbild Heinrichs des Löwen

Das Herrenhaus Bernstorf, auch als Schloss Bernstorf bezeichnet, ist ein denkmalgeschütztes Gebäude in Bernstorf im Landkreis Nordwestmecklenburg (Mecklenburg-Vorpommern).

## Geschichte
Wo die Herren von Bernstorff ihren Ursprung hatten, ist nicht bekannt. Sicher ist, dass sie im frühen 12. Jahrhundert nach Mecklenburg gelangt sind. 1237 wurde erstmals ein Ort Bernstorf bei Grevesmühlen urkundlich erwähnt. Da es sich um ein junges Dorf gehandelt hatte, darf daraus geschlossen werden, dass Bernhards Dorf um 1230 entstanden ist.
So geht der Name auf die Familie von Bernstorff zurück, die seit dem 13. Jahrhundert das Gut Bernardestorp besaß. Es gehörte aber nicht zum Stammsitz der Bernstorff.
Der letzte Eigentümer des Gutes bis 1945 war der Kammerherr Hermann von Bernsdorff (1867–1946) auf Wedendorf, der das Herrenhaus Bernstorff von 1933 bis 1945 bewohnte. Danach wurde das Gut enteignet und hatte eine vielfältige Nutzung erfahren.

## Herrenhaus
Der aufwändige zweigeschossige Neorenaissancebau wurde von 1877 bis 1880 nach Plänen von Georg Daniel in den Formen der niederländischen Renaissance, man könnte auch Weserrenaissance sagen, errichtet. Backstein für den Grundbau und Sandstein für alle architektonischen Details sorgen für ein höchst abwechslungsreiches Erscheinungsbild, das durch den hohen Turm, einst mit welscher Haube, und die Giebel besonders gekennzeichnet ist.
An den Längsseiten wurde der rechteckige Mittelbau durch vorspringende Seitenrisalite verbreitert. Der flache Mittelrisalit und die Seitenrisalite sind mit hohen Volutengiebeln ausgestattet. Die Gliederung erfolgte mit gelben Backsteinen und in Sandstein. Der hellere Backstein wurde in diesem Jahrzehnt besonders bei Bauten in der Stadt und im Raum um Wismar angewendet. An der Nordostseite erhebt sich ein Turm über achteckigem Grundriss, von dem nur der Schaft und das Traufgesims erhalten sind. Die ehemalige Bekrönung wurde abgetragen. Die Fenstereinfassungen und architektonischen Gliederungen sind in gelbem Backstein gehalten. Im nordöstlichen Giebelaufsatz wird durch ein aufwendiges Relief mit einer Darstellung des Sachsenherzogs Heinrichs des Löwen die hochadelige Herkunft des Bauherren zusätzlich unterstrichen und weist auf familiengeschichtliche Zusammenhänge hin. Die Inschrift lautet: AD HENRICUS LEO 1167 Fürchte Gott, Scheue Niemand.
Das Bernstorfer Herrenhaus darf als künstlerisch hervorragendes Bauwerk angesehen werden, das es mit seiner Fassadengestaltung in Mecklenburg so nur noch im Kloster Dobbertin gibt.
Den dortigen Fassadengiebel am Klausurgebäude hatte Georg Daniel 1885 als Verschönerungsauftrag beim Durchbau des sogenannten Dominahauses erhalten. Der dortige nördliche Schmuckgiebel wurde aufwändiger und mit filigranen Sandsteinelementen verziert. Zu dieser Zeit war im Kloster Dobbertin ein Christian Hugo Graf von Bernstorff der Klosterhauptmann.

## Weitere Nutzung
Das ehemalige Herrenhaus wurde ab 2012 umfassend und denkmalgerecht saniert und Ende April 2014 mit neuer Nutzung als Hospiz eröffnet.

## Sühnestein
Ein ebenfalls denkmalgeschützter Sühnestein mit der ältesten bekannten Wappendarstellung der Bernstorffs steht südwestlich des Herrenhauses. Er wurde 1359 als hochrechteckige Kalksteinstele für Werner Bernstorp aufgestellt, der in einem Zweikampf getötet wurde. Er zeigt den betenden Ritter und sein Wappen, auf dem drei Seeblätter aus dem Wasser herauswachsen. Im unteren Teil sind auf beiden Seiten Ritzzeichnungen mit den Darstellungen eines knienden Beters, eines Kreuzes sowie Minuskelinschriften angebracht. Die ehemals am Kopfstück angebrachten Krabben sind verloren. Die lateinische Inschrift lautet (beginnend zwischen dem Anbeter und dem Kruzifix): O Jes[us Christus] erbarme Dich meiner (und in der Umrahmung) Anno Domini 1359, am Tage vor Petri Kettenfest [1. August] starb der Knappe Werner Bernstorp. Bete für ihn.

### Ungedruckte Quellen
Landeshauptarchiv Schwerin (LHAS)
- LHAS 3.2-3/1 Landeskloster/Klosteramt Dobbertin. Nr. 3.2 Geschäftsführung, Amtsprotokolle.
- LHAS 5.12-3/1 Mecklenburg-Schwerinsches Ministerium des Innern. Nr. 4669 Landgemeinde Bernstorf 1921–1948.
- LHAS 5.12-4/3 Ministerium für Landwirtschaft, Domänen und Forsten, Abt. Siedlungsamt. Nr. 2001 Ritterschaftliches Landgut Bernstorf 1934–1949.
- LHAS 5.12-9/7 Landratsamt Schönberg. Nr. 3139 Beschwerde des Grafen von Bernstorff auf Bernstorf über Bezirksschornsteinfegermeister Heinrich Möller aus Rehna 1936–1937. Nr. 3191, 3192 Bauten auf dem Gut Bernstorf 1933–1949.
- LHAS 9.1-1 Reichskammergericht. Prozeßakten 1495–1806.
- LHAS 10.9 H/08 Personalnachlass Hildebrandt, Friedrich. Nr. 6 Reden von Friedrich Hildebrandt, Auseinandersetzungen mit dem Grafen von Bernstorff und Hardenberg am 9. Juli 1935.

Stadtarchiv Wismar
- Prozessakten des Tribunals 1653–1803. Nr. 459 Kammerjunker von Bernstorff auf Bernstorf 1765.